# Elsa Stansfield

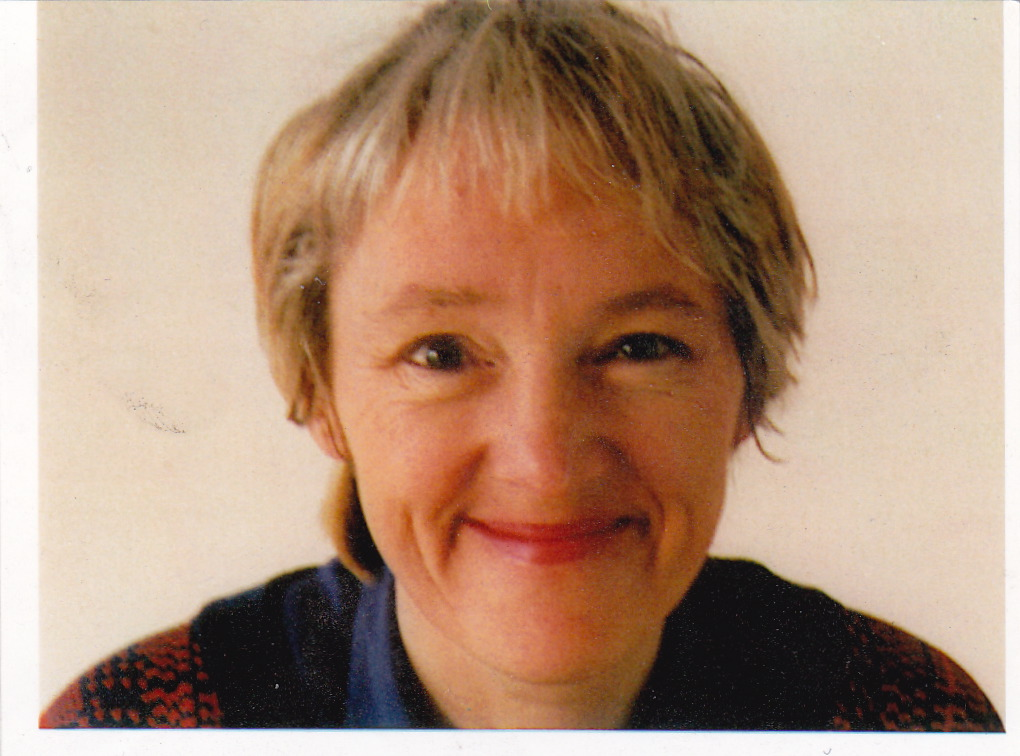
Elsa Stansfield (2015)

Elsa Stansfield (12. März 1945 in Glasgow – 30. November 2004 in Amsterdam) war eine schottisch-niederländische Installationskünstlerin und Pionierin der Videokunst.

## Leben und Werk
Elsa Stansfield ist 1945 in Glasgow geboren und aufgewachsen. Sie studierte von 1962 bis 1965 an der Glasgow School of Art, dann zwei Jahre am Ealing Art College in London und bis 1969 Film an der Slade School of Fine Art in London. Sie machte anschließend eine ausgedehnte Reise durch Indien, von der sie 1970 zurückkehrte und ein eigenes Film und Sound Studio gründete, um dort bis 1975 eigene Filme zu produzieren. Seit 1972 arbeitete sie zusammen mit Madelon Hooykaas in London und Amsterdam. 1980 wurde sie als Leiterin der Abteilung Time-based Media/zeitbasierte Medien an die Jan van Eyck Academie in Maastricht berufen. Sie war dort bis 1991 tätig. Stansfield reiste mehrfach nach Mexiko und lebte und arbeitete seit 1980 in den Niederlanden. 2004 verstarb sie unerwartet an Leukämie.
Aus der Zusammenarbeit von Elsa Stansfield und Madelon Hooykaas resultieren Videos, Videoinstallationen, Klangskulpturen und später interaktive Installationen und Kunst im öffentlichen Raum.
Die Werke des Duos werden international ausgestellt, wie zum Beispiel auf der Biennale of Sydney, 1987 auf der documenta 8 in Kassel oder in der Whitechapel Art Gallery in London. Das Stedelijk Museum in Amsterdam, das Museum of Modern Art (MoMA) in New York und viele andere Museen haben Werke von Stansfield und Hooykaas in ihren Sammlungen.

## Auszeichnungen
- 1999 Großer Preis für neue Medien für die CD-ROM „Person to Person“, Split Film Festival
- 1996 Judith Leyster Oeuvrepreis